# Malá Praha (Žilina)
Malá Praha je historická čtvrť Žiliny. Jedná se o druhou nejstarší obytnou část města (po Starém Mestě) a vznikla v období První československé republiky.

## Poloha
Městská část se rozprostírá mezi Starým Mestem a čtvrtí Hliny.

## Dějiny
Výstavba Malé Prahy probíhala přibližně od roku 1923. Domy byly stavěny postupně.
O výstavbu městské části se zasloužil tehdejší starosta Štefan Tvrdý mladší (1863–1927), syn Štefana Tvrdého staršího a jeho ženy Júlie Szégeňové.
Nejdříve byly postaveny domy na ulici Juraja Slottu, později i na ulici Daxnerové, Kollárově a Ambra Pietra. Stavba domů byla dokončena v roce 1927.
Domy v historické části Malé Prahy byly proslulé svými jedinečnými štuky na fasádě.
V době socialismu, s nastupující érou stavebního funkcionalismu, byla naprostá většina domů přestavěna, a tak jejich jedinečná štuková výzdoba zanikla.